# ألفرد باين
ألفرد باين (بالإنجليزية: Alfred Payne)‏ (7 ديسمبر 1831 - 25 يونيو 1874) هو لاعب كريكت بريطاني (وحمل سابقاً جنسية المملكة المتحدة لبريطانيا العظمى وأيرلندا).